# جريمة بلا ضحية

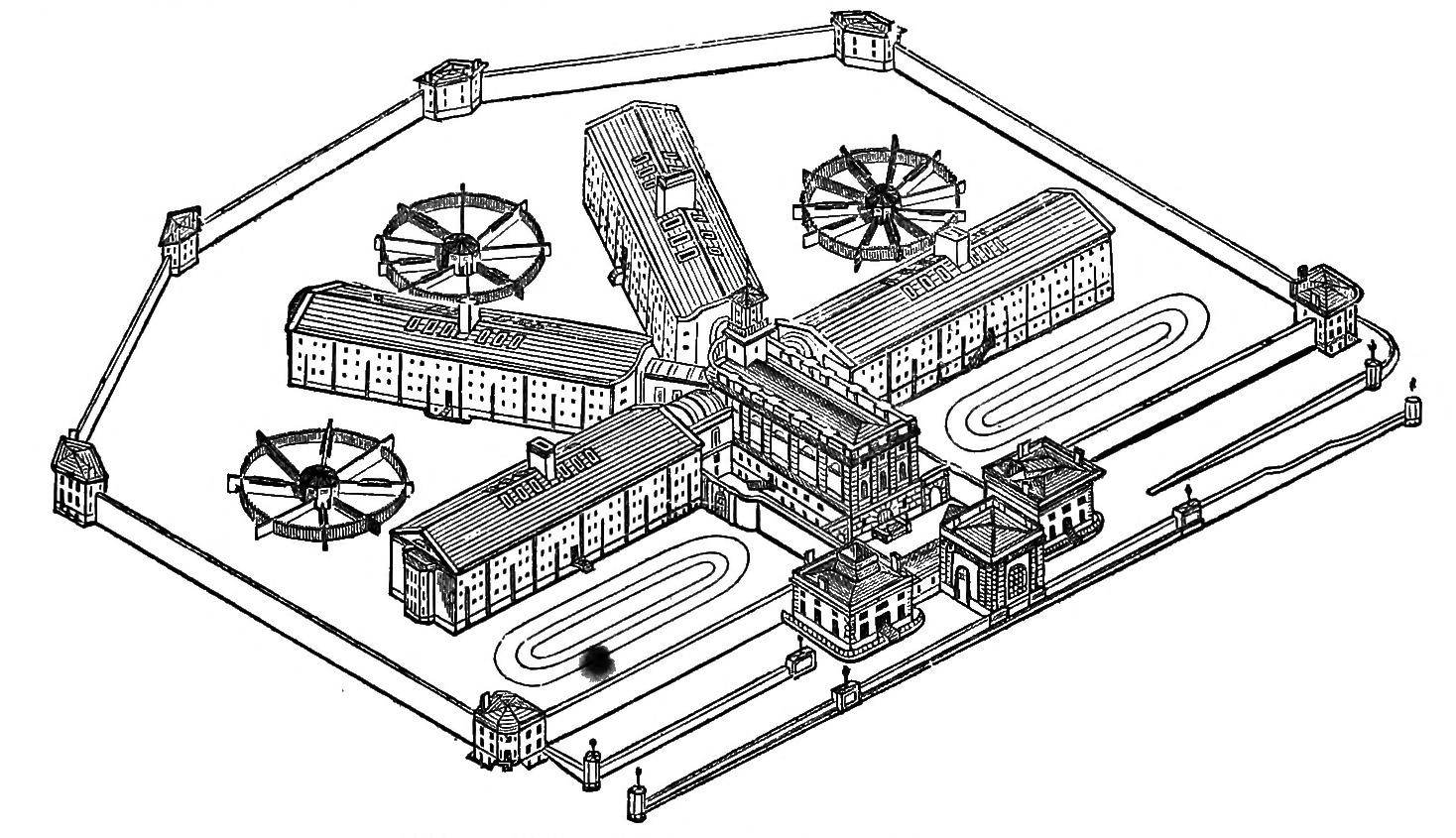

الجريمة بلا ضحية هي عمل غير قانوني ليس له طرف مستقبل أو متضرر، إنما يقوم به الفاعل وحده أو مع طرف أخر موافق على هذا الفعل. تتضمن الجرائم الخالية من الضحايا حوزة مواد ممنوعة للاستعمال الشخصي أو الأفعال الجنسية غير المعتادة. في أغلب الدول، يعتبر استعمال العقاقير الاستجمامي والدعارة من الجرائم الخالية من الضحايا، ولكن هناك جدل عن الأخيرة في بعض الدول. سُميت الجرائم الخالية من الضحايا بذلك لأنه يعتبر الشخص هو السلطة الأسمى على نفسه وهو من حقه ارتكاب أي فعل يحلو له دون إيذاء أي شخص آخر - حسب مبدأ الضرر الذي اقترحه جون ستيوارت ميل -.

## التعريف
وفقًا لنائب الباحث في جامعة شيكاغو، جيم ليتزل، يمكن استخدام ثلاثة خصائص لتحديد ما إذا كانت الجريمة تعتبر جريمة بلا ضحية: إذا كان الفعل مفرطًا (فوق الحد)، فهذا يدل على نمط واضح للسلوك وآثاره السلبية تؤثر فقط على الشخص الذي شارك فيها.
من الناحية النظرية، تحدد كل دولة قوانينها الخاصة من أجل تحقيق أقصى قدر من السعادة لمواطنيها، ولكن مع تغير المعرفة والسلوك والقيم، تتخلف القوانين في معظم البلدان كثيرًا عن هذه التغييرات الاجتماعية. بمجرد أن تعتقد الأغلبية أن القانون غير ضروري، فإن هذا القانون يحظر الجريمة التي لا ضحايا لها، حتى يُلغى.
تبدأ العديد من الجرائم التي لا ضحايا لها بسبب الرغبة في الحصول على منتجات أو خدمات غير قانونية مطلوبة بشدة. بالتالي، تميل العقوبات الجنائية إلى الحد من العرض أكثر من الطلب، ما يؤدي إلى ارتفاع في أسعار السوق السوداء وخلق أرباح احتكارية. تميل الجريمة المنظمة بدورها إلى التنويع في مجالات الجريمة الأخرى. توفر الأرباح الكبيرة أموالًا وفيرة لرشوة الموظفين في الدولة، فضلًا عن تأمين رأس المال.
الحرب على المخدرات هي مثال شائع يُستشهد به لمحاكمة مرتكبي الجرائم التي لا ضحايا لها. السبب وراء ذلك هو أن تعاطي المخدرات لا يؤذي الآخرين بشكل مباشر. إحدى الحجج هي أن تجريم المخدرات يؤدي إلى تضخم كبير في أسعارها. على سبيل المثال، اكتشف بيداو وشور في عام 1974 أن تكلفة الهيروين في الصيدليات في إنجلترا كانت 0.06 سنتًا للحبوب. بينما في الولايات المتحدة، كان السعر في الشارع من 30 إلى 90 دولارًا لكل حبة. يُعتقد أن هذا التضخم في الأسعار يدفع المدمنين إلى ارتكاب جرائم مثل السرقة، والتي تضر بالمجتمع بطبيعتها، حتى يتمكنوا من شراء الأدوية التي يعتمدون عليها.
بالإضافة إلى إنشاء سوق سوداء للمخدرات، يجادل مناصرو شرعنة المخدرات بأن الحرب عليها تقلص القوة العاملة فهي تضر بقدرة المدانين في العثور على عمل. من المنطقي أن هذا التخفيض في القوة العاملة ضار في النهاية بالنسبة للاقتصاد المعتمد على العمل، يزداد عدد الاعتقالات المتعلقة بالمخدرات كل عام. وجد استطلاع أجراه مكتب الإحصاءات بين عامي 1980 و2009: تضاعف معدلات الاعتقال لحيازة أو تعاطي المخدرات للبيض وثلاثة أضعاف للسود خلال فترة 30 عامًا.
تقول فيرا بيرغلسون أن الجريمة التي ليس لها ضحايا تصنف ضمن أربعة أنواع رئيسية:
1. فعل لا يؤذي الآخرين (انتحار، تعاطي المخدرات).
2. اتفاق بين بالغين متراضين لا يؤذي الآخرين (المساعدة على الانتحار، والمقامرة، والدعارة).
3. فعل يتحمل المجتمع نتائجه (التهرب الضريبي، التداول من الداخل).
4. الأفعال المحظورة باعتبارها غير أخلاقية (الجنس المثلي، سفاح القربى).

## تشريع الأفعال الخالية من الضحايا
العديد من الأنشطة التي كانت تعتبر في يوم من الأيام جرائم لم تعد كذلك في بعض البلدان، على الأقل جزئيًا بسبب وضعها تحت تصنيف جرائم بلا ضحايا.
هناك فئتان كبيرتان من الجرائم التي لا ضحايا لها هما المتعة الجنسية وتعاطي المخدرات.
- شُرّعت المثلية الجنسية في روسيا بعد الثورة البلشفية عام 1917 بقيادة فلاديمير لينين وليون تروتسكي،[8] وذلك عندما ألغى البلاشفة تجريم اللواط بالتراضي عن طريق حذفه من قائمة الأفعال الجنسية غير القانونية في القانون البلشفي لعام 1922، على الأرجح لأنهم أرادوا تبسيط تعاملهم مع الجرائم الجنسية.[9] اضطهد جوزيف ستالين لاحقًا وجود الشذوذ الجنسي في ظل نظامه من خلال تقويض القانون البلشفي، على الرغم من عدم وضوح المدى الدقيق لقسوته ومراقبته لمن ينجذبون من نفس الجنس.[10]